# Diapetimorpha crassa
Diapetimorpha crassa là một loài tò vò trong họ Ichneumonidae.